# 반석진
반석진(潘奭鎭, 1945년 4월 21일 ~ )은 대한민국의 연극 배우이다. 연기자 반민정의 아버지다.

## 출연작

### 드라마
- 2004년 KBS 1TV 대하드라마 불멸의 이순신 타치바나 야스히로 역
- 2011년 KBS 1TV 대하드라마 광개토태왕  연도부 역